# Bükk-koronggomba
A bükk-koronggomba (Neobulgaria pura) a Lachnaceae családba tartozó, Európában honos, elhalt bükktörzseken élő, kocsonyás állagú gombafaj. 

## Megjelenése
A bükk-koronggomba termőtestjei 1-1,5 (2,5) cm átmérőjűek, fiatalon kúp alakúak, fent korongszerűek. Idővel a korong pereme kiemelkedik a termőtestből, csészeszerűvé válik. Állaguk kocsonyás.Színe halványrózsaszín, húsrózsaszín, világosbarna; éle világosabb. A steril külső felület azonos színű vagy alig sötétebb, mint a termékeny felszín, olykor szemcsézett is lehet. Húsa vastag, szürkésfehér, áttetsző; íze és szaga nem jellegzetes.
A termőréteg a korong tetején található. 
Spórapora fehér. Spórája elliptikus, felülete sima, benne két olajcseppel; mérete 6-9 x 3-4,5 µm. Az aszkusz 8 spórás, jóddal kék reakciót ad. 
Csoportosan nőnek, gyakran kisebb csomókban.

### Hasonló fajok
Az Ascotremella faginea agyvelőszerűen tekervényes és mikroszkopikus jellemzőkben is eltér. Az Ascocoryne sarcoides, Ascocoryne cylichnium és a Bulgaria inquinans nem bükkön él és fekete vagy sötétbarna.

## Elterjedése és termőhelye
Európában honos. Magyarországon ritka.
Elhalt, de kérgét még megtartó bükkfatörzseken, -ágakon él, amelynek faanyagát bontja. Ősszel, tél elején fejleszt termőtestet. 

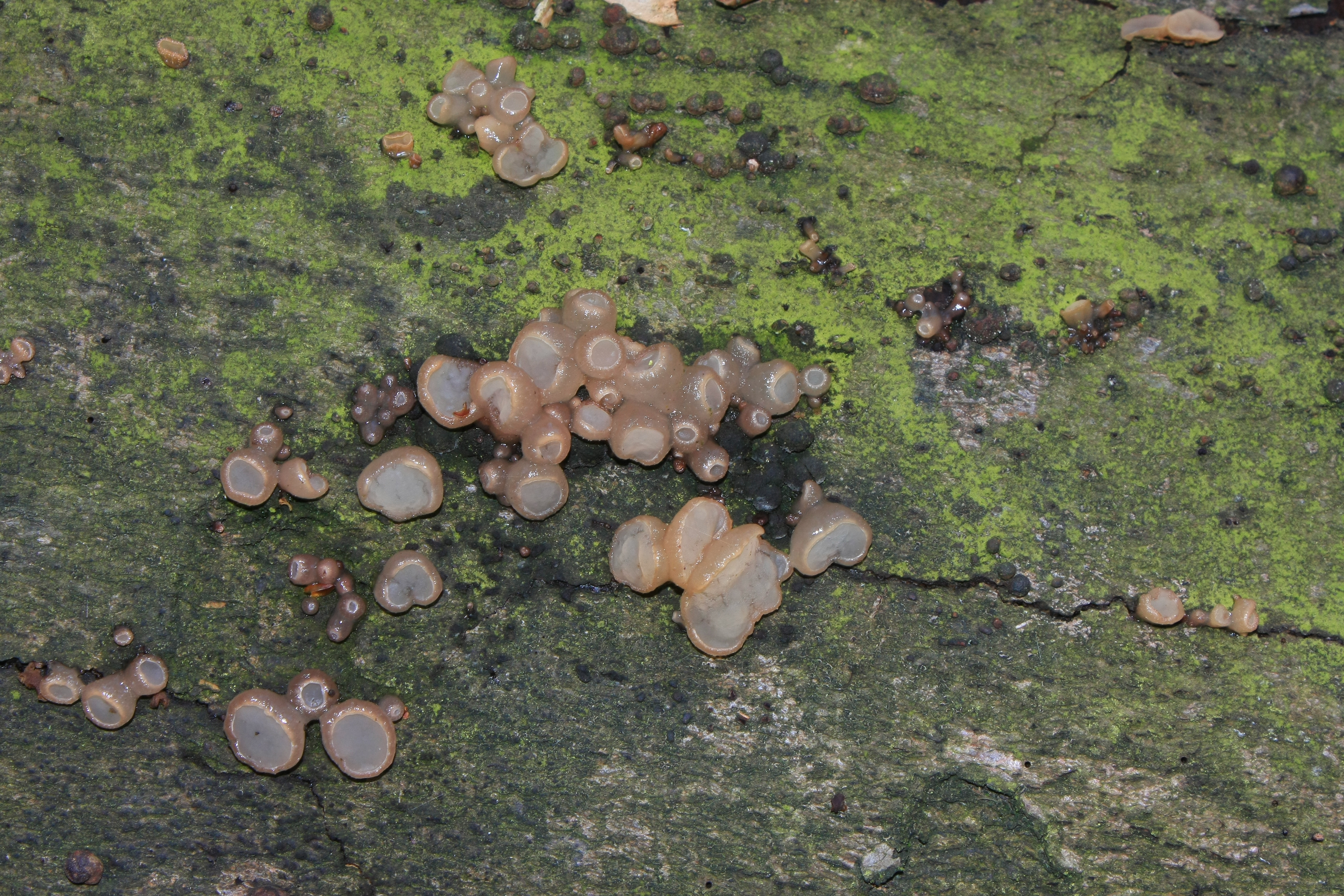
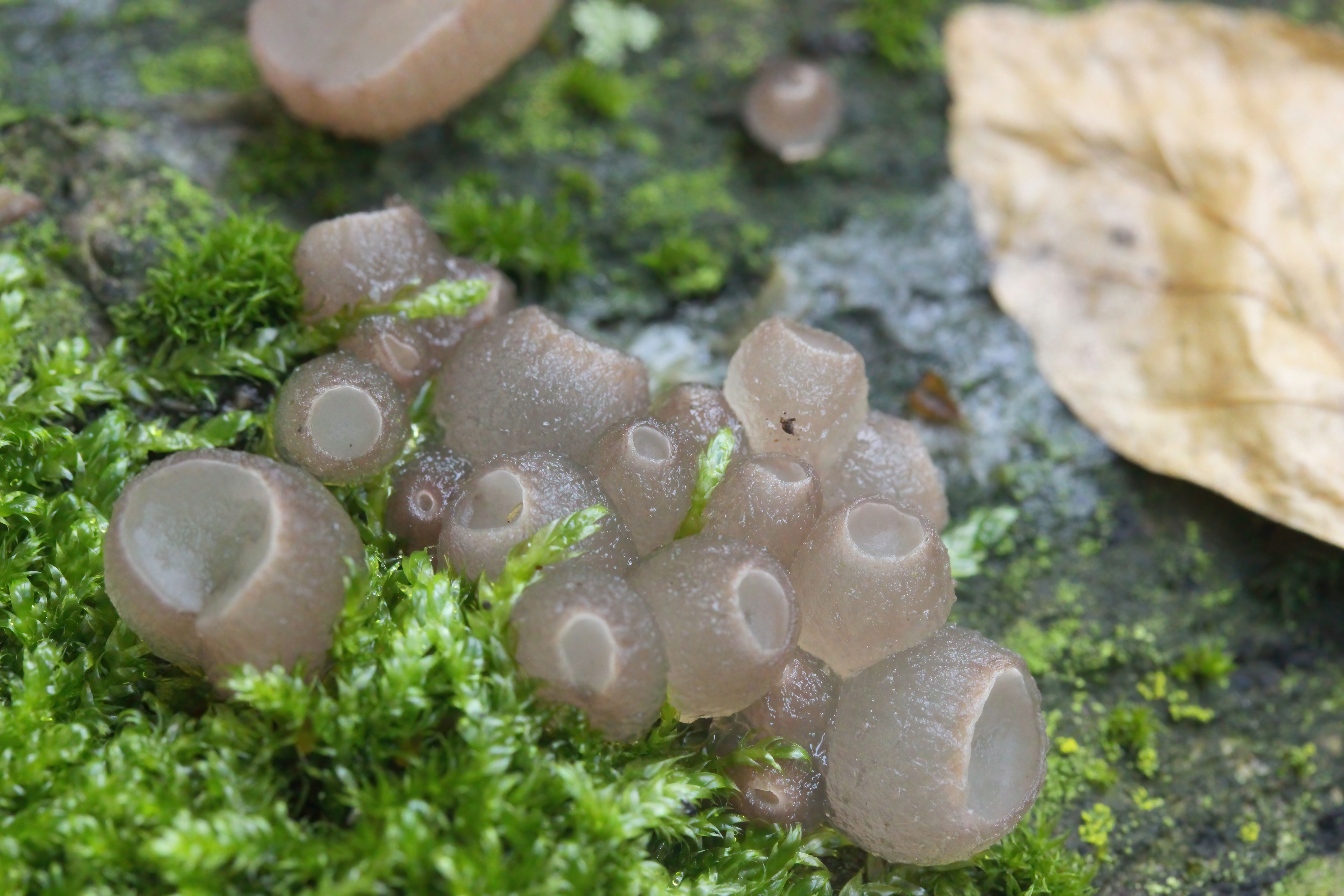
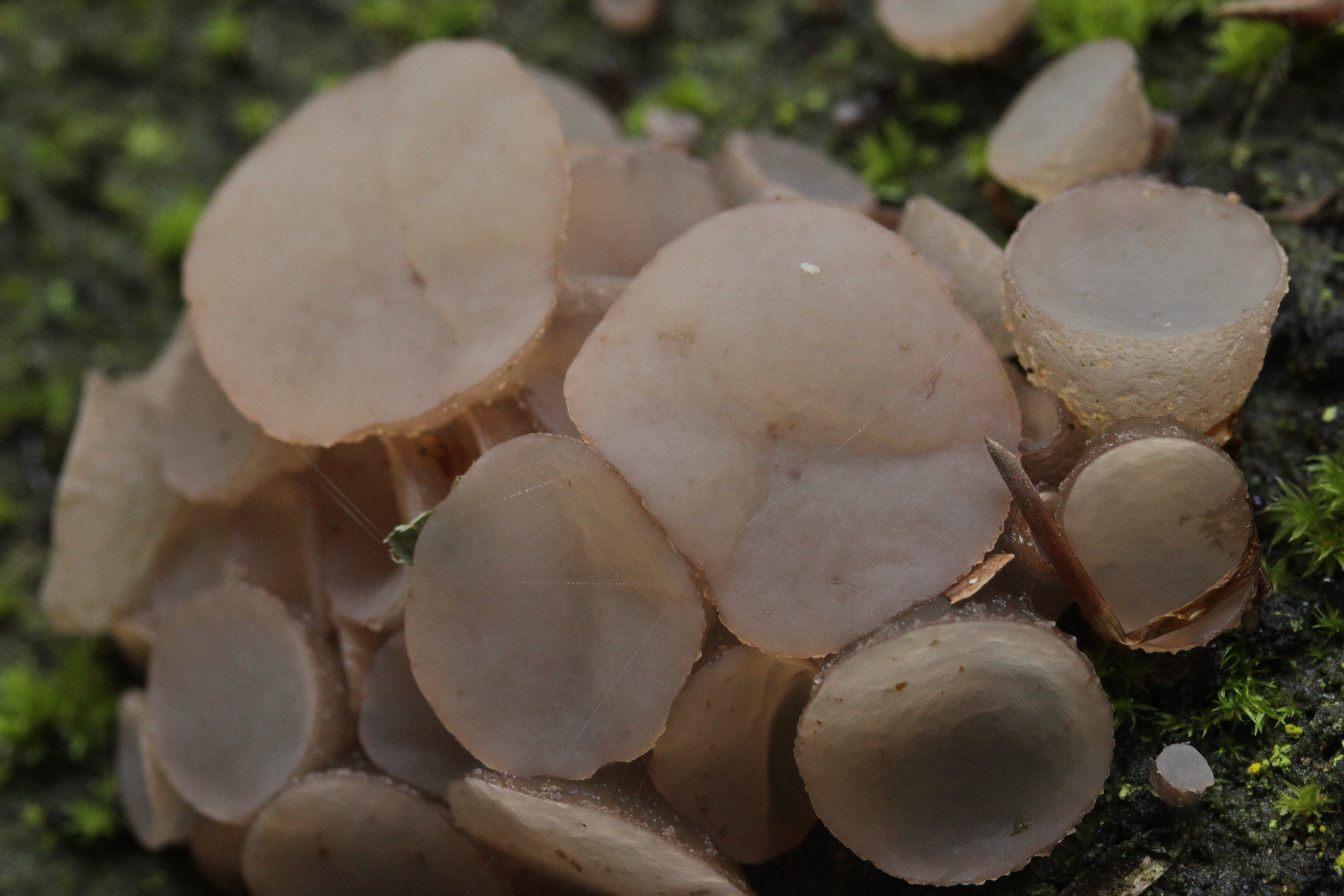
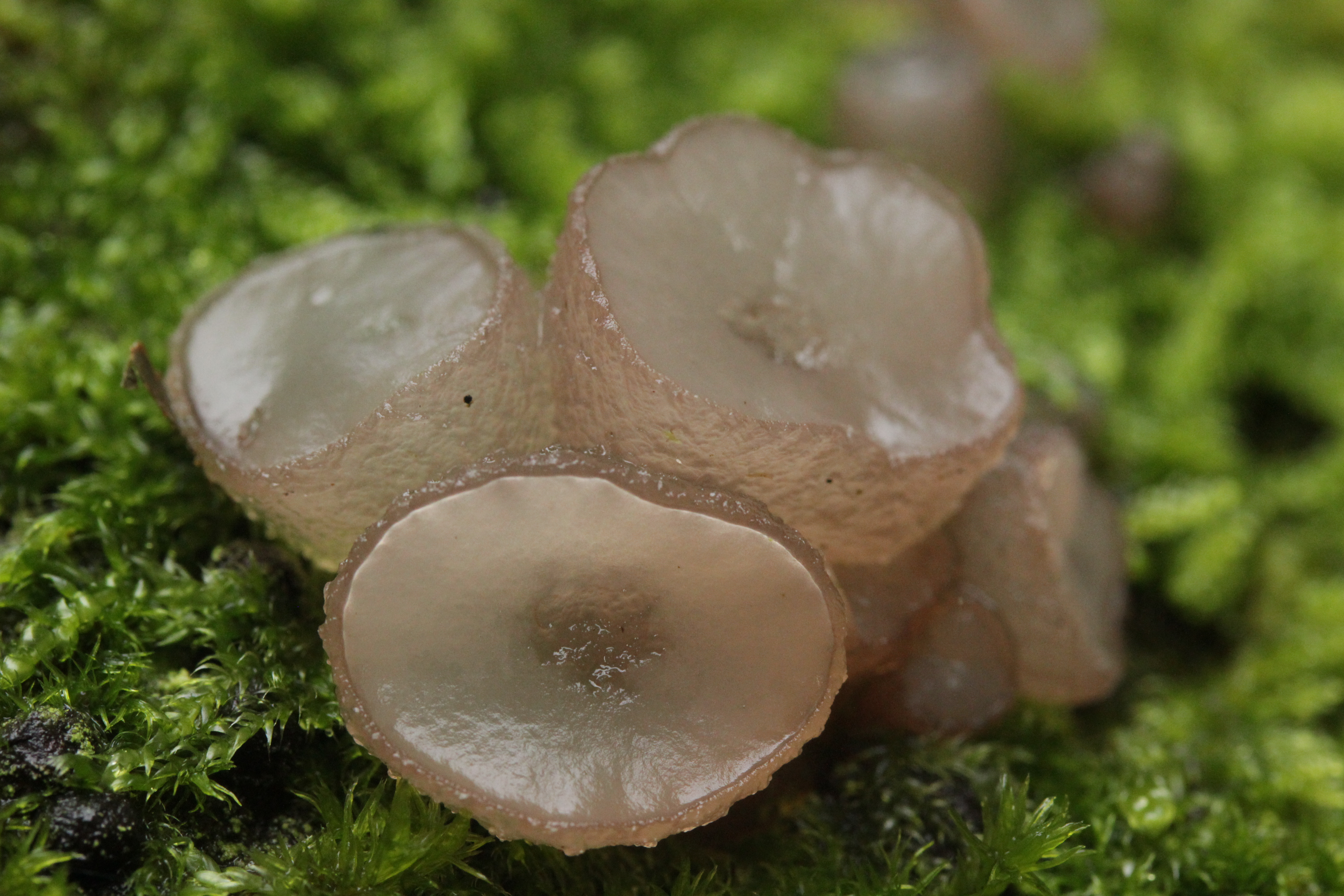

Nem ehető. 